# Tâmna
Tâmna é uma comuna romena localizada no distrito de Mehedinţi, na região de Oltênia. A comuna possui uma área de 100.17 km² e sua população era de 3400 habitantes segundo o censo de 2007.